# Asianidia alia
Asianidia alia är en insektsart som beskrevs av Korolevskaya 1976. Asianidia alia ingår i släktet Asianidia och familjen dvärgstritar.
Artens utbredningsområde är Tadzjikistan. Inga underarter finns listade i Catalogue of Life.